# Joseba Beloki
Joseba Beloki Dorronsoro (ur. 12 sierpnia 1973 w Lazkao, Kraj Basków) – hiszpański kolarz szosowy.

## Życiorys
Beloki przeszedł na zawodowstwo w roku 1998 wstępując w szeregi baskijskiej drużyny Euskaltel-Euskadi, w roku 2000 przeszedł do teamu Festina, a następnie w 2001 do Team ONCE. Był specjalistą od jazdy w górach, również bardzo dobre wyniki osiągał w jeździe na czas. W swoich trzech pierwszych startach w Tour de France udało mu się zdobyć każdorazowo miejsce na podium - w 2000 (3. miejsce), 2001 (3. miejsce) i 2002 (2. miejsce). W roku 2001, Beloki wygrał również inny wyścig etapowy - Dookoła Katalonii.

### Feralny upadek
14 lipca 2003, podczas 9. etapu Tour de France 2003, Beloki zajmował drugie miejsce w klasyfikacji generalnej (jedynie 40 sekund za Armstrongiem). Podczas zjazdu z La Côte de la Rochette, na 8 km od mety w Gap, stracił na zakręcie kontrolę nad rowerem po tym, jak jego tylna opona zeskoczyła z koła z powodu rozmiękłej łaty na asfalcie (temperatura nawierzchni wynosiła tamtego dnia 50 °C). Beloki upadł, łamiąc w dwóch miejscach prawe biodro oraz uszkadzając staw łokciowy i nadgarstek. Armstrong jechał tuż za nim; aby uniknąć upadku zjechał na pobocze, a następnie przemierzając pole uprawne "ściął" górski zakręt. Wypadek ten faktycznie złamał karierę Beloki'ego.

### Powrót do kolarstwa
Na sezon 2004 Beloki planował dołączyć do francuskiej drużyny Brioches La Boulangère, aby przygotować się do Tour de France 2004. Zakładał, że z początkiem roku 2004 odzyska pełną sprawność, jednak później okazało się, że leczenie musi być dłuższe, niż wcześniej zakładano. W połowie kwietnia musiał rozpocząć starty w poważniejszych wyścigach. Wystartował w rodzimym wyścigu Dookoła Kraju Basków, nie ukończył jednak nawet pierwszego etapu, uskarżając się na bóle pochodzące z wcześniej złamanych miejsc. Z powodu rzekomych nieporozumień z francuskim teamem, na resztę sezonu przeszedł do hiszpańskiej grupy Saunier Duval-Prodir. W 2005 roku Beloki wrócił do ekipy Manolo Saiza (teraz nazywającej się Liberty Seguros-Würth). Ukończył Tour de France 2005, ulokował się jednak dopiero na 75. miejscu.
W roku 2006 był zamieszany w aferę dopingową Operación Puerto i został wykluczony ze startu w Tour de France. Jednak 26 lipca został oczyszczony z zarzutów przez hiszpańskie władze.
W 2007 roku nie zdołał podpisać kontraktu z żadną zawodową drużyną, w wyniku czego nie startował w żadnym wyścigu.

## Główne sukcesy
2000 – Festina-Lotus
1. miejsce, etap 3b (ITT), Tour de Romandie
3. miejsce, Tour de France
2001 – ONCE-Eroski
1. miejsce, Dookoła Katalonii
1. miejsce, klasyfikacja punktowa
1. miejsce, etap 1. (TTT)
1. miejsce, etap 4.
1. miejsce, etap 8. (ITT)
3. miejsce, Tour de France
2002 – ONCE-Eroski
2. miejsce, Tour de France
3. miejsce, Vuelta a España
1. miejsce, etap 1. (TTT)
Złota koszulka, lider klasyfikacji generalnej na etapach 1 - 4
2003 – ONCE-Eroski
nie ukończył etapu 9. Tour de France z powodu upadku (złamanie biodra), do wypadku zajmował 2. miejsce w klasyfikacji generalnej.